# Nice and Friendly

Nice and Friendly est un court-métrage américain réalisé par Charlie Chaplin en 1922.
Ce court-métrage de Chaplin avec Jackie Coogan avec qui il venait de tourner Le Kid en 1921, a été réalisé en tant que cadeau de mariage offert à Lord et Lady Mountbatten, qui étaient en Californie pour leur lune de miel. Il n'a pas fait l'objet de diffusion en salles, mais il est paru en tant que bonus sur la collection de DVD produit par la Warner en 2004.

## Synopsis
Nice and Friendly ne comporte pas réellement d'intrigue, car ce film n'a été tourné que comme cadeau de mariage pour Lord et Lady Mountbatten. On y voit Lady Mountbatten qui porte un collier de perles précieuses que les bandits veulent voler. On fait alors appel à Charlie Chaplin et ce dernier, bien qu'il porte son costume de clochard, chasse ces vauriens avec un maillet qui apparaît brusquement dans sa main. Au bout du compte, tous les bandits gisent inconscients sur la pelouse.

## Fiche technique
- Réalisation : Charlie Chaplin
- Lieu de tournage : Studios de Charlie Chaplin
- Durée : 11 minutes

## Distribution
- Charlie Chaplin : le clochard
- Jackie Coogan : le garçon
- Edwina Mountbatten : l'héroine
- Louis Mountbatten : le héros